# 江若鐵道

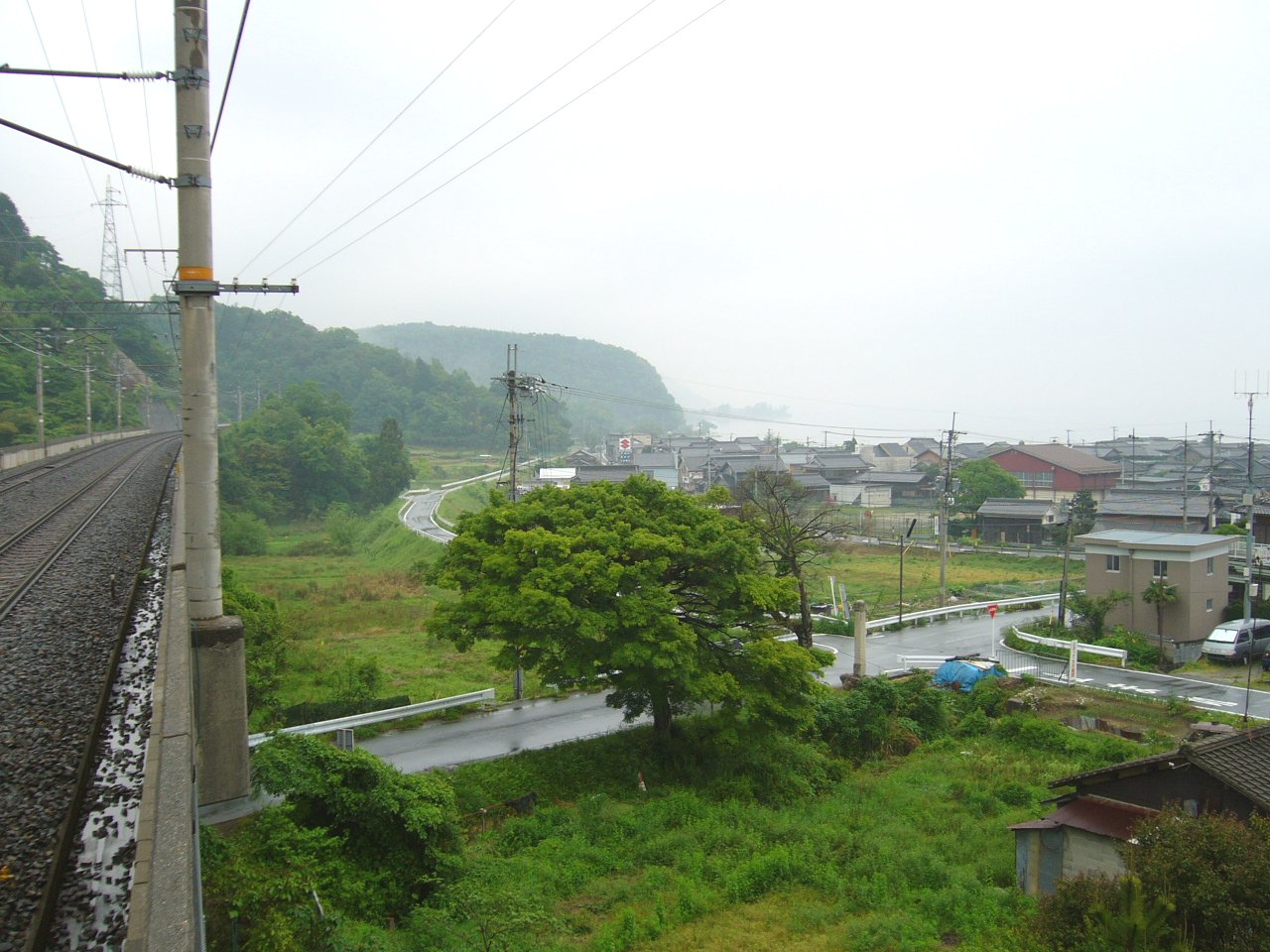
在湖西線北小松站月台北端望向北邊
圖中看見彎曲的小路是路軌遺址（2006年）

江若鐵道（日语：／）是一間日本鐵路公司，曾經擁有唯一一條路線。該路線是沿琵琶湖西岸行走，連接滋賀縣大津市濱大津站至滋賀縣高島郡今津町（現時：高島市）近江今津站之間的。該路線在1969年全線廢除。在廢除後（即公司廢除鐵路業務後），以江若交通（京阪集團）的公司名稱繼續在湖西線沿線等滋賀縣西部經營巴士業務。此條目主要記述公司在還有鐵路業務時候所經營的江若鐵道線。

## 概要
江若鐵道是為了連接近江和若狹而成立的鐵路公司。在社章的設計中，可看見近江的英文首個字母O和若狹的英文首個字母W併湊在一起。在廢除鐵路業務後，公司名稱改為江若交通，但是社章仍然沒有改變。看起來該社章有著一種過去的感覺。在琵琶湖濱大津站附近的行人路和大津繪之道（廢線遺址）還可看見鐵路時代，刻上了社章的邊界柱。
在1919年（大正8年）8月19日批出了新濱大津（大津市）至福井縣遠敷郡三宅村（現時：三方上中郡若狹町）之間的鐵路敷設許可狀。在1920年（大正9年）2月，江若鐵道成立。成立時的投資者包括當時滋賀縣知事與比叡山延曆寺等當地有影響力的人。在公司成立時成為了滋賀縣內最大企業。
在1921年（大正10年），位於滋賀縣內的三井寺下至叡山之間全長6公里路段開業。後來不斷延伸路線，在10年後的1931年（昭和6年），濱大津至近江今津之間全長51公里的路段全線開通。在當時，於琵琶湖西岸開設了縱貫鐵路線，長度達到琵琶湖西岸2/3。在更北端的路段由於建設資金不足及人口疏落的關係而放棄繼續延伸。另外，此路線與改正鐵道敷設表別表第77號的部分區間重疊（「滋賀縣濱大津起，經高城至福井縣三宅之鐵路，以及從高城分支連接京都府二條之鐵路」），另外江若鐵道曾經也申請和邇至二條之間的鐵路許可（即上述改正鐵道敷設表別表第77號中的後半部區間），但是在1924年8月被拒絕申請。
在戰前，江若鐵道渴望引進先進技術，當中包括最早引入大型汽油列車的鐵路公司。江若鐵道引入汽油列車是為了吸引京阪神圈的旅行客，這些民眾習慣在城市中乘坐電動列車，若使用蒸氣機車行走，所產生的廢氣會使這些旅客有不快的感覺，這樣會對吸引遊客方面產生負面影響。
後來，京阪電氣鐵道開設了石山坂本線，使在濱大津至坂本之間與江若鐵道並行。京阪使用電動列車行走，加上班次頻密，因此江若鐵道無法與京阪進行競爭。使江若鐵道的主要客源都是堅田與今津等坂本以北地區。
在戰後，江若鐵道把本身的汽油列車改裝為柴油引擎（即改為柴油列車），另外也向日本國有鐵道（國鐵）則入柴油列車，使柴油列車成為主力車種。雖然江若鐵道還陸續引進最新款的柴油機車，但是隨著機動化的發展，使客量減少，經營開始變得困難。後來在京阪電氣鐵道的支援下，於1961年7月成為京阪旗下公司。京阪透過各種方式，包括加強副業部門，努力地繼續經營江若鐵道線。後來由於國鐵決定興建湖西線，江若鐵道的鐵路業務將面臨壓力。最後在1969年廢除鐵路事業。江若鐵道的鐵路用地賣給當時的日本鐵道建設公團，以便興建湖西線。
實際上，江若鐵道的興建是為了未來被國鐵收購，以便國鐵建設捷徑連接關西與北陸之間。在開始討論建設湖西線時，當地有影響力的政治人物與日本鐵道建設公團進行談判，最後達成了結論，日本鐵道建設公團購入江若鐵道全線中約31公里路段以用作建設湖西線，使用江若鐵道的路基。在建設湖西線建設時，並承繼江若鐵道的車站，以及決定廢除江若鐵道。但是，實際該31公里路段中，只有很少部分是用作建設湖西線，這次購買似乎是經營補償多於實際建設鐵路線（當部分江若鐵道員工轉投至國鐵後，談判即將完成）。現在，湖西線和邇至北小松之間的站距較短，這就是談判出來的成果。
在收購價格中，土地的收購費為17億3,800萬日圓。當中，在江若鐵道路基總面積690,000平方米中，日本鐵道建設公團購入409,900平方米（約59%）。江若鐵道全長51.165公里中，日本鐵道建設公團購入32.596公里（約64%）路段。當中作為湖西線的用地佔27.180公里。另外在江若鐵道302名職員中，50人轉職往國鐵，22人轉職往京阪電氣鐵道，8人轉職往比良索道，另外有100人自願退休。剩下汽車部門的員工均在汽車修理廠重新就業。而在上述提及的收購費用外，還有離職人員補償金3,700萬日圓。
江若鐵道在廢除前一直未有達成當初的目標，把鐵路線延伸至福井縣若狹地區，以完成1922年公布的改正鐵道敷設法中的路線。在第二次世界大戰後，國鐵承繼了這個計劃。在近年滋賀和福井兩縣一直構思建設琵琶湖若狹灣快速鐵道（若狭度假線），但是當2016年決定把北陸新幹線敦賀至大阪一段的走線途經小濱和京都，因此琵琶湖若狹灣快速鐵道的需求變得薄弱，在翌年2017年也中止了建設促進運動，事實上整個計劃也中止了。

### 路線數據
- 路線距離（營業距離）：濱大津 - 膳所之間2.2公里，濱大津 - 近江今津之間51.0公里
- 軌距：1,067毫米
- 車站數目：23座（包括起終點站和膳所站）
- 雙線區間：沒有（全線單線）
- 電氣化區間：沒有（全線非電氣化（日语：非電化））
- 閉塞：電氣通票式[7]

濱大津至膳所之間是國鐵東海道本線貨物支線和京阪石山坂本線共用區間。但是由於江若鐵道和國鐵使用窄軌，京阪使用標準軌，因此該區間採用雙軌距。

## 聯絡乘車票
江若鐵道由於是京阪集團旗下的鐵路線，加上於濱大津站可轉乘京阪大津線。因此在京阪各主要車站中可購買經大津線濱大津站，前往濱大津至近江今津之間各站的聯絡乘車票。
在京阪特急中，一些班次是透過京津線急行後再轉乘江若鐵道列車，這些班次的車頭會掛上「比良」的副頭牌。

## 運行形態
截至1969年廢除前，濱大津至近江舞子之間每小時2班列車，近江舞子至近江今津之間每小時1班列車。
另外，在夏天泳季，為了運送遊客前往琵琶湖一帶的泳灘，當時會使用客車（包含從國鐵租借的客車）行走許多臨時列車班次。在1950年代中旬前使用蒸氣機車，隨後開始使用柴油機車牽引。
另外在戰前，為了運送旅客前往湖西北部的滑雪場。在周末深夜會設有臨時列車從大阪出發，該班次到達近江今津的時間是早上。回程在近江今津於下午出發，到達大阪的時間是晚上。

## 車輛

### 蒸氣機車
1形1、2
在建設江若鐵道時購入由美國達文波特（Davenport）製造，機車軸式為0-6-0的飽和式煤水櫃機車。
3形3
在準備開業時購入由O&K製造，機車軸式為0-6-0的飽和式煤水櫃機車。
4形4-12
在部分路段開業時購入機車軸式為2-4-2的飽和式側罐機車。
559
機車源自成田鐵道（第一代）6→鐵道省500形559。在1901年由Dübs and Company製造，機車軸式為2-4-2飽和式側罐機車。
1107·1118
機車源自鐵道省1070形1107和1118。
100
機車源自宇部鐵道100→鐵道省205形100。該機車由美國Vulcan Iron製造，機車軸式為2-4-2飽和式側罐機車。
5
機車源自播丹鐵道5。由美國鮑爾溫製造，機車軸式為	2-6-2飽和式側罐機車。
C11形C11 1、2
與國鐵C11形屬相同型號。在1947年購入1號機，名為「比叡」。同年購入2號機，該機車轉移至宇部油化工業專用線，名為「比良」。2號機後來在1953年轉讓給三岐鐵道。1號機在1957年轉讓給雄別鐵道。後來1號機再轉讓給釧路開發埠頭。隨後1號機由私人保存。在2018年，1號機再轉讓給東武鐵道。經過維修後，使用「C11 123」的車隊編號，於2022年7月18日起行走SL大樹。

### 柴油機車

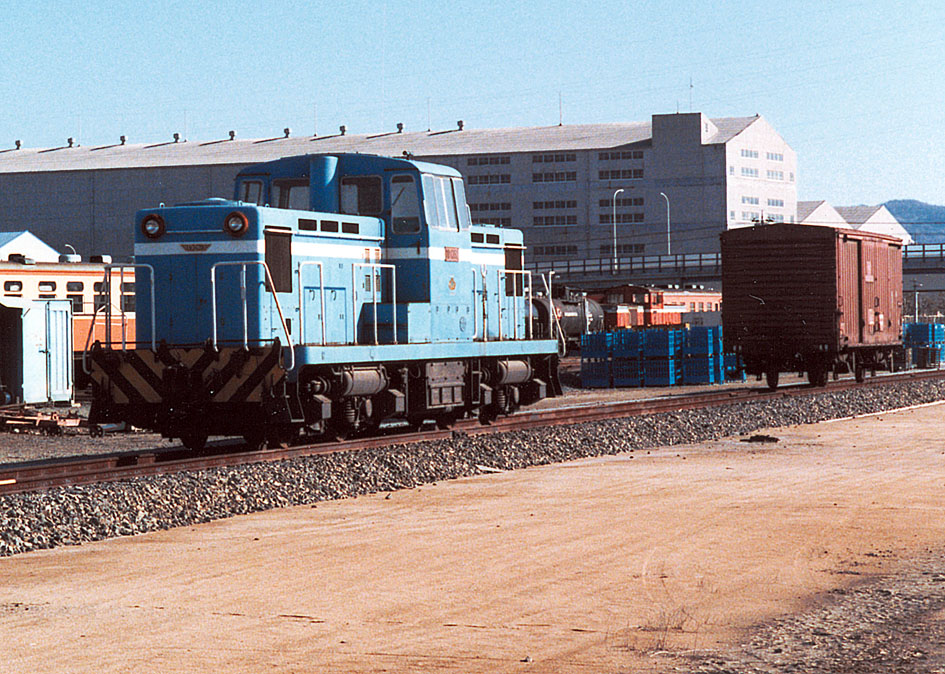
岡山臨港鐵道的DD1352 （圖中的機車是以零件車的狀態賣給水島臨海鐵道後的樣子）

DC301
在1952年由新三菱重工製造的C型30噸級液體式柴油機車。此機車使用了當時新三菱重工柴油機車的共同特徵，機車不是直接使用起動機發動柴油引擎，而是首先使用起動機發動小型汽油引擎，隨後才起動柴油引擎。在1964年被DC251替代後，機車賣給別府鐵道。
DD1351
在1957年由汽車製造製造（製造編號：2758）。與國鐵DD13形屬同型號機車。上述提及，於翌年（1958年）開始量產前，此機車是DD13形的原型車。與量產車相比，除了引擎蓋前方的形狀不同、車頭燈形狀不同、駕駛室前方中央沒有排氣管的煙囪外，外觀和規格大致上相同。但是，轉向架的間距、車身尺寸，以及傳動結構相異。在每個引擎下方的轉向架都有獨立的構造。因此理論上可使用單引擎行走，但大部分場合都會使用兩個引擎。在廢線前，該機車用作牽引貨運列車或夏天泳季期間，運送泳灘客的客運列車。後來，機車賣給別府鐵道，成為該公司的DD1351，直至別府鐵道廢除為止。
DD1352
與DD1351一樣都是由汽車製造製造，增備機車。與國鐵DD13形111號以後的批次屬同一規格。在廢線後賣給岡山臨港鐵道，直至1984年該鐵路廢除前一直使用。後來該機車以零件車的狀態賣給水島臨海鐵道。
DC251
機車源自熊延鐵道，在1964年該鐵路線廢除時轉換至江若鐵道。機車由帝國車輛製造，為一架C型25噸級液體式柴油機車。該機車以取代DC301，在濱大津內調度之用。機車一直服役直至全線廢除為止。在1969年10月26日轉讓給御坊臨港鐵道。

### 柴油/汽油列車
在1931年引入汽油列車。當年成為首間日本私鐵引入最高級別的18米級汽油列車。在戰後，這些汽油列車改裝為柴油列車，並且大量引入國鐵二手柴油列車。成為了在西日本中，唯一擁有柴油列車的私鐵。許多戰前列車在戰後由於開始老化，為了防止底架下垂，進行了一些加固作業。
C1形KiNi1·KiNi2
在1931年由川崎車輛製造的汽油列車。為了準備路線延伸至近江今津，與C3形一同引入。為江若線首批汽油列車。引擎搭載BuDA BA-6。該列車使用獨特的轉向架，該轉向架是模仿J.G. Brill於電動列車上使用的轉向架。截至竣工一刻，最多可載客80人。在1946年轉讓給和歌山鐵道。在轉讓時改裝為電動列車，型號變更為MoHa205、206。
C3形KiNi3
在1931年由日本車輛製造，可承載80人的汽油列車。與2架C1形同期製造，為同一級別的列車。車身與三岐鐵道KiHa1形相同，使用同一設計。車窗配置、座位配置和轉向架構造等與C1形相異。在1950年改裝為客車。車型編號變為HaFu3，並一直使用直至路線廢除。
C4形KiNi4·KiNi5
在1931年由日本車輛製造的汽油列車。除了可承載120人，還有承載行李的空間。引擎搭載100hp級的Waukesha 6RB機器。為日本首架18米級大型汽油列車。由於紮實的設計取得了良好的成績，影響了隨後其他私鐵向汽油/柴油列車和鐵道省制式汽油/柴油列車的開發。
C6形KiNi6
在1931年由川崎車輛製造的汽油列車。除了可承載120人，還有承載行李的空間。此型號是與C4形進行競爭而製造。列車承繼C1形的規格，只是電動列車型轉向架與車頭的窗戶與C1形相異，而基本佈局已標準化。後來列車的轉向架等部件經過改裝，在1965年進行大規模改裝，車型和編號改為C25M形KiHa5123。在廢除後，列車賣給關東鐵道，並於龍崎線上使用。
C7形KiHa7、KiHa8
在1932年，日本車輛本店為了研究而試行製造的車輛，後來江若鐵道購入該車輛。該列車是一架可承載66人的柴油列車。引擎搭載由德意志國戴姆勒-賓士製造的梅賽德斯-平治OM 5-S機器，並使用鏈以兩軸驅動。但是以當時的技術水平，由於維護該柴油引擎比較困難，在一段短期間後便改裝為客車，在1941年車隊編號變為HaFu7·8。
C9形KiNi9·KiNi11 - KiNi13
由日本車輛製造的汽油列車。除了可承載120人，還有承載行李的空間。基本上與C4形相同規格。機器方面使用相當於鐵道省制式的汽油引擎GMF13。受到於濱大津連接京阪電鐵京津線其中一款電動列車60型「琵琶湖」號影響，使用了與該車輛相似的流線型車身。在廢線後，KiNi12 → C25S形KiHa12和KiNi13均賣給岡山臨港鐵道，並且改變車隊編號為KiHa5001和KiHa5002。KiHa5002在1980年退役，KiHa5001在1984年該鐵路線廢除前還在使用。
C10形KiNi10
由川崎車輛製造的汽油列車。除了可承載120人，還有承載行李的空間。此型號是與C9形進行競爭而製造。原本由川崎車輛製造的汽油列車中，轉向架和驅動裝置均發現了缺陷。而此列車在設計和驅動裝置都與由日本車輛製造C9形相同。但是此列車也可看出一些川崎車輛獨特之處，例如Cowcatcher形狀的排障器和車身部分形狀。在1964年改裝為拖卡，編號變為HaNiFu10。翌年車身被改造，變成KiHa5121和KiHa5122之間的拖卡，編號變為C22M形Ha5010。在路線廢除後，車輛賣給關東鐵道，於龍崎線、常總線和筑波線上行走。
C11形KiHa14（第一代）
在戰時由於被指定為不要不急路線而暫停營業的善光寺白馬電鐵在1944年轉讓Ze100形予江若鐵道。列車是由日本車輛東京支店製造。標準設計為一架可承載66人的汽油列車。引擎搭載Waukesha 6SRL。該列車是一架小型轉向架車。後來當國鐵開始出售KiHa41000形時，於1946年便把Ze100形轉讓至野上電氣鐵道，並把該列車改裝為電動列車，成為野上電氣鐵道的DeHa22。
C12形KiHa15
與KiHa14（第一代）一樣，都是由於戰時被指定為不要不急路線而暫停營業的成田鐵道（第二代）在1944年轉讓Ga101形予江若鐵道。列車是由雨宮製作所製造，為一架兩軸單轉向架式汽油列車，可承載60人。在1950年，列車的引擎被拆除並變為客車，編號變為HaYuFu15。在1953年，列車的轉向架由單轉向架改裝為一般轉向架。在1959年再把編號變為HaFu2。直至廢線前一直還在服役。
C14形KiHa14 - KiHa17
從國鐵購入KiHa41000形。引擎更改為DA54形。KiHa17在1965年進行內部改裝，部分位置鋪設了榻榻米，變為座敷列車。後來KiHa16賣給御坊臨港鐵道。
C18形KiHa18·KiHa20 - KiHa24
從國鐵購入KiHa42000形。後來KiHa18和24與C5、C9和C19形一同進行大規模改裝。改裝後編號分別改為C28SM形KiHa5121和C29M形KiHa5124。KiHa5121在退役後賣給關東鐵道，並於龍崎線上使用。KiHa5124則賣給加越能鐵道，並在加越線上使用，直至廢線時再賣給關東鐵道，並於常總線上使用。
C19形KiHa19
與C18形一樣都是來自國鐵KiHa42000形。但是不是從國鐵直接購入，而是經長門鐵道服役後轉入江若鐵道。由於在長門鐵道時代，車內座位改為長椅，因此被視為另一款車型。後來與C5、C9、C18形等車輛一同進行大規模改裝。改裝後編號改為L29SM形KiHa5122。在路線廢除前，KiHa5121、KiHa5122和HaNiFu10會組成一抽列車（3卡編成）行走。在路線廢除後，3卡一同賣給關東鐵道。
C29M形KiHa30
在1963年由向日町大鐵車輛製造，為江若鐵道最後一次購入全新柴油列車。轉向架來自國鐵退役車輛中重用的TR29。在1966年，編號改為C29M形KiHa5120。在路線廢除後賣給關東鐵道，並於筑波線上使用。
KiHa50形KiHa51・52
在1964年，熊延鐵道（於1964年廢除）轉入江若鐵道。為一架湘南型正面兩塊車窗的柴油列車。在熊延鐵道的車隊編號為DjiHa201、202，轉入江若鐵道時的編號為KiHa51、52。引擎搭載DMH17。在熊延鐵道時代曾經把傳動改裝為TC2液壓傳動，但是該傳動系統不能夠對應整體控制系統。由於車輛在戰後製造，因此車齡相對年輕，但是廢線時沒有轉讓給其他鐵路公司，車輛最終被拆毀。
在江若的汽油/柴油列車型號中，頭英文字「C」在C18形以前型號的意思是Gasoline（或Diesel）Car（即汽油/柴油車）。在1960年代中期起，過往的車輛均改造為「柴油列車」後。頭英文字和數字被重新定義，當中C是指列車配備交叉座位，L是指長椅，M是指兩邊設有車卡連接位，SM是指單邊設有車卡連接位。另外在編號中的「KiNi」不是指行李柴油列車，而是相當於國鐵的KiHaNi，即客車與行李車組合在一起的柴油列車。

### 客車
Ha1形 (1-6)
在1921年開業時製造的三等木製兩軸客車。在1921年3月首先引入由枝光鐵工所製造的Ha1和Ha2。在同年10月增備Ha3至Ha6，增備的客車由服部製作所製造。
RoHa1形 (1, 2)
與Ha1形一樣，都是開業時製造。RoHa1形是二·三等車，由枝光鐵工所製造。在1932年6月廢除二等部分，編號改為Ha16、17。
HaFu1形 (1, 2)
與Ha1形和RoHa1形一樣，都是開業時製造。HaFu1形是三等守車，由枝光鐵工所製造。
Ha7形 (7-10)
從鐵道省購入的木製兩軸客車Ha2510、2511、2517、2521。在1894年和1900年由平岡工場製造。
Ha11形 (11-15, 16-18)
Ha11-15是從鐵道省購入的木製兩軸客車。在1895年至1897年之間由山陽鐵道兵庫工場製造。當中Ha16和17是來自上述提及的RoHa1和2。Ha18是來自後述提及的RoHa3。
RoHa3形 (3, 4)
從鐵道省購入的二·三等木製兩軸客車RoHa342和RoHa343。RoHa3在1894年，RoHa4在1903年由平岡工場製造。RoHa3後來廢除二等部分，編號改為Ha18。
HaFu3形 (3, 4)
從鐵道省購入的車輛HaFu3282和3284。HaFu3在1898年，HaFu4在1901年由平岡工場製造。
HaFu5形 (5, 6)
從鐵道省購入的車輛HaFu3292和3296。HaFu5在1897年，HaFu6在1896年由平岡工場製造。
HaFu1形 (1, 2)
在1942年4月由帝國車輛製造，當時為第二代的HaFu1形。在1948年改裝為HaHaYuFu1形 (1, 2) 。
HoHa100形 (101-104)
在1902年12月由關西鐵道四日市工場製造的木製轉向架車。HoHa101-103原本是關西鐵道的346-348，後來變為國鐵HoHa6698-6700（形式6690），→HoHa2258-2260（形式2250）。在1937年轉入江若鐵道。HoHa104原本是關西鐵道223，後來變為國鐵HoHa6692（形式6690）→HoHa2252（形式2250），隨後再變為藝備鐵道HoHa2，再隨後回到國鐵HoHa2。最後在1941年轉入江若鐵道。HoHa101在1955年退役，HoHa102至104在1957年進行車身翻新工程，編號改為NaHa1957-1959。
HoHaYuNi201形 (210, 202)
在山陽鐵道國有化後轉讓至江若鐵道。該車輛原本是播但鐵道的RoHaNiKi114, 115。由市川克三商店販賣的工藤式蒸氣列車。在播但鐵道時代RoHaNiKi114, 115進行改裝，編號改為HoHaNi100, 101。後來編號再改為HoHaYuNi102, 101後才轉入江若鐵道。
Ha11 (11-13)
第二代Ha11形。曾經在播州鐵道（播丹鐵道）上使用。該三輛客車是由梅鉢鐵工所製造的RoHa11和Ha36, 37，後來經過改裝和改變編號。
OHa1957形 (1957-1960)
隨著HoHa100形老化，使用了該車輛的底架，車身由鋼鐵製造。在1957年也為HoHa102,103和104改造。改造後的編號分別是NaHa1959,1958和1957。車體變為現代化，車窗可上下推動，外觀像國鐵KiHa20。轉向架均使用較新的TR11。在1961年6月，由大鐵車輛工業製造的3輛新車OHa1960。OHa1958在近江今津一方，OHa1959在濱大津一方設有車掌室。
OHa27形 (2763-2765)
在1964年，國鐵轉讓3架OHa27形 (110, 92, 117) 予江若鐵道。這些車輛會在夏季運送泳灘客等情況時使用。

### 貨車
WaFu1形 (1-4)
棚車（同時為守車）。WaFu1, 2在1920年12月由枝光鐵工所製造。在建設路線時已經在使用。WaFu3, 4在1929年從鐵道省轉入，車輛由日本車輛製造。
Wa1形 (1-7)
只承載10噸的棚車。Wa1和2在1922年由加藤車輛製造（全新車）。Wa3-7在1931年從鐵道省轉入。
WaMu11形 (11-13)
只承載15噸的棚車。在1925年由日本車輛製造。
Wa100形 (100-105)
棚車。在1949年從運輸省轉入。
Wa150形 (150-152)
棚車。在1949年從運輸省轉入。
Wafu400形 (400)
棚車（同時為守車）。在1949年從運輸省轉入。
WaFu450形 (450, 451)
棚車（同時為守車）。在1949年從運輸省轉入。
WaFu280形 (280)
棚車（同時為守車）。在1944年由汽車會社製造，為前國鐵WaFu28054。在1962年轉入。
To1形 (1, 2)
敞車。在1921年3月由枝光鐵工所製造。與WaFu1形(1, 2)於同期建造。
To21形 (21-23)
敞車。在1921年從鐵道省購入。To21, 22由新橋工場製造，To3由山陽鐵道兵庫工場製造。
To31形 (31-33)
敞車。在1922年從鐵道省購入。購入當初的型號為FuTo1形 (1-3) ，在1928年型號變為To31形。由德意志國的Van der Ziepen製造。
To200形 (200-207)
敞車。在1949年從運輸省轉入。
To250形 (250, 251)
敞車。在1949年從運輸省轉入。
ToMu300形 (300-307)
敞車。在1949年從運輸省轉入。前身為前ToMu5000形。
在廢線一刻，江若鐵道擁有Wa2, 7、WaMu11-13、Wa105、WaFu450、WaFu280、To1、To200, 202和ToMu306以上各個鐵路貨車。
另外，To2、To207、ToMu300, 301, 305 共5架鐵路貨車在江若鐵道退役後轉讓給三岐鐵道，現時上述車輛全部已經退役。

## 歷史
- 1919年（大正8年）8月19日 批出鐵道許可狀（大津市至遠敷郡三宅村之間）[15]。
- 1921年（大正10年）3月15日 三井寺（後來名為三井寺下）至叡山之間開業[16]。當時使用蒸氣機車行走鐵路線。
- 1923年（大正12年）
  - 4月1日 叡山至雄琴之間開業[17]
  - 12月1日 雄琴至堅田之間開業[18]
- 1924年（大正13年）4月1日 堅田至和邇之間開業[19]
- 1925年（大正14年）4月3日 新濱大津（後來名為濱大津）至三井寺之間開業[20]
- 1926年（大正15年）
  - 4月11日 和邇至近江木戶之間開業[21]
  - 8月15日 近江木戶至雄松（後來名為近江舞子）之間開業[22]
- 1927年（昭和2年）
  - 4月1日 雄松至北小松之間開業[23]
  - 12月15日 北小松至大溝（後來名為高島町）之間開業[24]
- 1928年（昭和3年）12月20日 遷移濱大津站。
- 1929年（昭和4年）
  - 6月1日 大溝至安曇（後來名為安曇川）之間開業[25]
  - 8月10日 雄松站改名為近江舞子站[26]
- 1930年（昭和5年）12月9日 開始使用汽油作為列車能源[27]。引入汽油列車。翌年起，江若鐵道大量引入當時日本最大型18米級汽油列車，成為私鐵業界的先驅。
- 1931年（昭和6年）1月1日 安曇至近江今津之間開業[28]
- 1932年（昭和7年）
  - 2月27日 開始使用柴油作為列車能源[27]
  - 4月1日 北饗庭站啟用[29]
- 1936年（昭和11年）4月28日 鐵道許可失效（高島郡今津町至遠敷郡三宅村之間，原因：在指定期限內未能完成工程）[30]
- 1938年（昭和13年） 在當年發行的大大津市近鄉圖中，在三井寺站和滋賀站之間出現了一座名為大津陸軍醫院的車站。
- 1941年（昭和16年） 比良口站改名為蓬萊站[31]
- 1943年（昭和18年） 大溝站改名為高島町站[32]
- 1947年（昭和22年）1月25日 濱大津至膳所之間開業[33]
  - 該區間的土地由國鐵擁有。設備是由國鐵和京阪電鐵共同擁有。兩者在該區間共同營業（國鐵在該區間只有貨運列車行走）。關於鐵道許可詳情不詳，但是從軌距與連接路線，看來是與國鐵相連，而不是與京阪相連。
- 1949年（昭和24年）7月1日 （臨）青柳濱站啟用[34]
- 1950年（昭和25年）4月20日 （臨）競輪場前站啟用[35]
- 1951年（昭和26年）7月1日 （臨）白鬚濱站啟用[33]
- 1953年（昭和28年）7月1日 （臨）近江舞子南口站啟用[36]
- 1962年（昭和37年） （臨）近江舞子南口站變為常規車站[36]
- 1964年（昭和39年）
  - 3月20日 （臨）競輪場前站廢除[33]
  - 8月 江若鐵道開始被進行收購。
- 1965年（昭和40年）7月10日 濱大津至膳所之間廢除。但是國鐵和京阪電鐵區間仍然營業營運。
- 1969年（昭和44年）
  - 5月16日 與日本鐵道建設公團簽訂收購合約
  - 11月1日 濱大津至近江今津之間廢除。同時，國鐵在濱大津至膳所之間的營運也中止[33][37]
    - 在最後營業日是10月31日。但是在11月1日上午行走告別列車（免費乘坐，但是只讓持有事前取得整理票的乘客乘車）。
    - 在江若線廢除後湖西線啟用前，關於琵琶湖西岸的公共交通，主要由江若巴士負責，並由京阪巴士作支援。巴士路線主要從國鐵大津站和京阪濱大津站出發。在夏季運送泳客方面，由於路面擁擠關係，基本上巴士班次不可定時行走，尤如沒有時間表的狀態[38]。這影響京阪巴士需要把一些舊巴士進行延長壽命的工程。由於這些巴士都是曾經行走在京都市內的定期觀光巴士，因此需要進行降級改裝。
- 1974年（昭和49年）7月20日 國鐵湖西線 山科至近江鹽津之間開業。

## 車站列表
所有車站都在滋賀縣內。車站名稱、接續路線的公司名稱、所在地和停車站之資料都是截至江若鐵道廢除前一刻。（臨）是指臨時車站。除了競輪場前站外，其餘臨時車站都是在夏天泳季期間開設。
圖例
●：所有列車停靠、▲：部分列車（只限一日兩個往返班次）停靠、｜：通過
湖水浴臨時列車是只在夏天泳季期間的星期六及日行走。
急行列車方面，只有早上和黃昏共2個往返班次。
| 中文站名       | 日文站名 | 英文站名             | 站間營業距離 | 累計營業距離 | 普通 | 湖水浴臨時 | 急行 | 接續路線                         | 所在地        | 所在地        |
| -------------- | -------- | -------------------- | ------------ | ------------ | ---- | ---------- | ---- | -------------------------------- | ------------- | ------------- |
| 膳所           |          | Zeze                 | 2.2          | 2.2          | ▲    |            |      | 日本國有鐵道：東海道本線         | 大津市        | 大津市        |
| 濱大津         |          | Hamaotsu             | -            | 0.0          | ●    | ●          | ●    | 京阪電氣鐵道：京津線、石山坂本線 | 大津市        | 大津市        |
| 三井寺下       |          | Miiderashita         | 0.6          | 0.6          | ●    | ●          | ●    |                                  | 大津市        | 大津市        |
| （臨）競輪場前 |          | Keirinjōmae          | 1.8          | 2.4          | ●    | ｜         | ｜   |                                  | 大津市        | 大津市        |
| 滋賀           |          | Shiga                | 1.1          | 3.5          | ●    | ｜         | ｜   |                                  | 大津市        | 大津市        |
| 叡山           |          | Eizan                | 3.1          | 6.6          | ●    | ｜         | ｜   |                                  | 大津市        | 大津市        |
| 日吉           |          | Hiyoshi              | 1.0          | 7.6          | ●    | ｜         | ｜   |                                  | 大津市        | 大津市        |
| 雄琴溫泉       |          | Ogotoonsen           | 2.7          | 10.3         | ●    | ｜         | ｜   |                                  | 大津市        | 大津市        |
| 堅田           |          | Katata               | 3.4          | 13.7         | ●    | ｜         | ●    |                                  | 大津市        | 大津市        |
| 真野           |          | Mano                 | 1.8          | 15.5         | ●    | ●          | ●    |                                  | 大津市        | 大津市        |
| 和邇           |          | Wani                 | 3.4          | 18.9         | ●    | ●          | ●    |                                  | 滋賀郡 志賀町 | 滋賀郡 志賀町 |
| 蓬萊           |          | Hōrai                | 2.5          | 21.4         | ●    | ｜         | ｜   |                                  | 滋賀郡 志賀町 | 滋賀郡 志賀町 |
| 近江木戶       |          | Ōmikido              | 2.3          | 23.7         | ●    | ●          | ●    |                                  | 滋賀郡 志賀町 | 滋賀郡 志賀町 |
| （臨）青柳濱   |          | Aoyagigahama         | 1.4          | 25.1         | ●    | ●          | ●    |                                  | 滋賀郡 志賀町 | 滋賀郡 志賀町 |
| 比良           |          | Hira                 | 1.4          | 26.5         | ●    | ●          | ●    |                                  | 滋賀郡 志賀町 | 滋賀郡 志賀町 |
| 近江舞子南口   |          | Ōmimaiko-Minamiguchi | 1.4          | 27.9         | ●    | ●          | ●    |                                  | 滋賀郡 志賀町 | 滋賀郡 志賀町 |
| 近江舞子       |          | Ōmimaiko             | 0.9          | 28.8         | ●    | ●          | ●    |                                  | 滋賀郡 志賀町 | 滋賀郡 志賀町 |
| 北小松         |          | Kitakomatu           | 2.5          | 31.3         | ●    |            | ｜   |                                  | 滋賀郡 志賀町 | 滋賀郡 志賀町 |
| 白鬚           |          | Shirahige            | 4.1          | 35.4         | ●    | ｜         |      | 高島郡                           | 高島町        |               |
| （臨）白鬚濱   |          | Shirahigehama        | 1.2          | 36.6         | ●    | ●          |      | 高島郡                           | 高島町        |               |
| 高島町         |          | Takashimachō         | 1.7          | 38.3         | ●    | ●          |      | 高島郡                           | 高島町        |               |
| 水尾           |          | Mizuo                | 1.9          | 40.2         | ●    | ｜         |      | 高島郡                           | 高島町        |               |
| 安曇川         |          | Adogawa              | 2.4          | 42.6         | ●    | ●          |      | 高島郡                           | 安曇川町      |               |
| 新旭           |          | Shinasahi            | 2.6          | 45.2         | ●    | ●          |      | 高島郡                           | 新旭町        |               |
| 饗庭           |          | Aiba                 | 1.5          | 46.7         | ●    | ｜         |      | 高島郡                           | 新旭町        |               |
| 北饗庭         |          | Kita-Aiba            | 1.8          | 48.5         | ●    | ｜         |      | 高島郡                           | 新旭町        |               |
| 近江今津       |          | Ōmiimazu             | 2.5          | 51.0         | ●    | ●          |      | 高島郡                           | 今津町        |               |

- 在上表中，有一些車站（例如：近江今津站）與湖西線同名。但是有些車站中，兩者位置相異。特別是叡山站與後來湖西線的叡山站（現時：比叡山坂本站），江若鐵道的叡山站是在湖西線叡山站的靠近濱大津一方，而江若鐵道日吉站的位置鄰近比叡山坂本站[39]。另外近江木戶站是位於現時湖西線志賀站的位置[40]。
- 在一些冠以「近江」車站的站名牌中，片假名的表記不是統一的。當中近江木戶站和近江舞子站的「近江」片假名是「おうみ」，近江舞子南口站和近江今津站的「近江」片假名是「おおみ」。另外，截至1969年路線廢除前，一些車站的平假名使用了歷史假名遣，例如雄琴溫泉站的平假名是「をごとおんせん」、水尾站的平假名是「みづお」（兩站的平假名圖像可從（大津市歷史博物館企劃展圖錄）中確認）。

## 運輸收支業務
| 年度 | 客量（人） | 貨運量（公噸） | 營業收入（日圓） | 營業支出（日圓） | 營業利潤（日圓） | 其他收入（日圓）  | 其他支出（日圓）                 | 支付利息（日圓） | 政府補貼（日圓） |
| ---- | ---------- | -------------- | ---------------- | ---------------- | ---------------- | ----------------- | -------------------------------- | ---------------- | ---------------- |
| 1921 | 313,875    | 882            | 48,228           | 47,127           | 1,101            |                   |                                  |                  |                  |
| 1922 | 346,384    | 1,587          | 50,256           | 52,277           | ▲ 2,021          |                   |                                  |                  |                  |
| 1923 | 507,731    | 3,584          | 79,619           | 75,945           | 3,674            |                   |                                  |                  | 49,553           |
| 1924 | 690,917    | 4,661          | 116,005          | 101,754          | 14,251           |                   |                                  |                  | 91,029           |
| 1925 | 806,307    | 8,643          | 151,385          | 116,540          | 34,845           |                   |                                  |                  | 104,969          |
| 1926 | 1,020,691  | 27,447         | 208,356          | 185,997          | 22,359           |                   | 雜項損失4,250                    | 5,484            | 118,924          |
| 1927 | 1,102,706  | 37,115         | 250,735          | 230,940          | 19,795           | 縣補貼62,628      | 雜項損失550                      | 31,221           | 139,546          |
| 1928 | 1,149,805  | 53,213         | 340,305          | 250,238          | 90,067           | 縣補貼19,875      | 雜項損失59,225                   | 36,677           | 172,022          |
| 1929 | 1,046,846  | 64,457         | 374,385          | 291,926          | 82,459           |                   | 雜項損失36,263                   | 63,786           | 178,103          |
| 1930 | 930,412    | 61,009         | 349,420          | 263,752          | 85,668           |                   | 雜項損失12,467                   | 89,142           | 209,979          |
| 1931 | 1,040,740  | 75,524         | 396,543          | 277,333          | 119,210          | 縣補貼7,966       | 雜項損失16,219 汽車業1,029       | 106,625          | 122,975          |
| 1932 | 1,066,983  | 90,645         | 419,904          | 251,083          | 168,821          |                   | 折舊和雜項損失28,802 汽車2,787   | 105,804          | 164,378          |
| 1933 | 1,100,054  | 107,060        | 455,950          | 288,670          | 167,280          |                   | 折舊和雜項損失54,526 汽車1,259   | 99,246           | 108,211          |
| 1934 | 1,082,850  | 111,997        | 470,235          | 329,219          | 141,016          |                   | 折舊和雜項損失55,946 汽車9,833   | 86,544           | 132,381          |
| 1935 | 1,118,808  | 102,322        | 459,363          | 333,359          | 126,004          |                   | 折舊和雜項損失124,190 汽車29,458 | 79,170           | 166,962          |
| 1936 | 1,181,727  | 91,656         | 474,508          | 305,516          | 168,992          |                   | 折舊和雜項損失181,895 汽車6,990  | 67,958           | 110,590          |
| 1937 | 1,242,449  | 111,070        | 525,027          | 330,557          | 194,470          | 汽車和碎石產業653 | 折舊和雜項損失140,487 汽車1,321  | 62,159           | 12,476           |
| 1939 | 1,566,780  | 113,167        |                  |                  |                  |                   |                                  |                  |                  |
| 1941 | 2,058,037  | 152,841        |                  |                  |                  |                   |                                  |                  |                  |
| 1943 | 3,066,888  | 229,726        |                  |                  |                  |                   |                                  |                  |                  |
| 1945 | 3,516,616  | 136,641        |                  |                  |                  |                   |                                  |                  |                  |
| 1952 | 2,549,054  | 117,742        |                  |                  |                  |                   |                                  |                  |                  |
| 1958 | 3,177,000  | 44,768         |                  |                  |                  |                   |                                  |                  |                  |
| 1963 | 3,652,000  | 40,392         |                  |                  |                  |                   |                                  |                  |                  |
| 1966 | 4,001,000  | 33,402         |                  |                  |                  |                   |                                  |                  |                  |

- 資料參考自各年度版《鐵道省鐵道統計資料》、《鐵道統計資料》、《鐵道統計》、《國有鐵道陸運統計》、《地方鐵道軌道統計年報》和《私鐵統計年報》。

## 注腳

## 外部連結
- 「江若鉄道敷設趣意書」1918年12月25日付大阪朝日新聞 京都付錄（神戶大學附屬圖書館新聞文庫）